# Горвальский замок
Горвальский замок (бел. Горвальскі замак) — бывший замок, который существовал в XVI—XVIII веках около деревни Горваль Речицкого района Гомельской области. В XVI веке был бастионным, но имел и деревянные укрепления. Горвальский замок являлся важным пунктом контроля за переправой через Березину и водным путем до Днепра.
Во время восстания Богдана Хмельницкого украинские казаки разбили в 1648 году под Горвалем армию стражника Великого княжества Литовского Григория Мирского и овладели замком. В ноябре 1654 году казаки украинского гетмана И. Н Золотаренко брали Горвальский замок штурмом, в итоге он был сожжён.
Позже замок был восстановлен, но во время Северной войны 1700—1721 годов окончательно уничтожен.